# Waldemar Rial
Waldemar Rial, né le 3 février 1940, à Paso de los Toros, en Uruguay, est un ancien joueur uruguayen de basket-ball..